# Ərəzin
Ərəzin è un comune dell'Azerbaigian situato nel distretto di Culfa.